# Československý spisovatel
Československý spisovatel (littéralement en français Les écrivains tchécoslovaques) était l'une des maisons d'édition les plus importantes de la Tchécoslovaquie dans la seconde moitié du XXe siècle. Pendant des décennies, la maison d'édition a été liée au Fonds littéraire tchèque (Nadace Český literární fond).
Fondée en 1949, la maison d'éditions ferme ses portes en 2007.

## Histoire
La maison d'édition est fondée en 1949 par la fusion de la maison d'édition et de la librairie de František Borový (cs), du Evropský literární klub (cs) (Club littéraire européen), de SFINX – Bohumil Janda (cs) et de la coopérative d'édition Máje. Sa mission est de publier de la poésie et de la prose tchèques contemporaines ainsi que les résultats d' études littéraires. Entre 1949 et 1956, son directeur est l'écrivain Václav Řezáč (cs),. 
En 1970, la maison d'édition devient la plateforme d'édition du Fonds littéraire tchèque. Parmi les employés figurent un certain nombre d'écrivains et de spécialistes de la littérature. 
La maison d'édition est rebaptisée Československý spisovatel, nakladatelství českého literárního fondu en 1993. Elle cesse d'exister en 1997.
En 2008, la marque Československý spisovatel est relancée sous les auspices de la société Levné knihy (cs) (anciennement Levné Knihy KMa). La nouvelle société est inscrite au registre du commerce le 17 juillet 2008. Cependant, la coopération ne dure que jusqu'en 2013. Le 14 juin 2019, la société est dissoute et ses actifs transférés à la société Fortuna Libri Publishing.
Au total, la maison d’édition a publié environ 6 500 titres. 